# Antoni Kocyan
Antoni Kocyan (w publikacjach słow. Anton Kocian, węg. Koczyan Antal; ur. 8 sierpnia 1836 r. w Makowie Podhalańskim, zm. 22 grudnia 1916 r. w Mokradzi na Orawie, obecnie część Dolnego Kubina na Słowacji) – leśnik, ornitolog, teriolog, badacz fauny tatrzańskiej, preparator okazów zoologicznych.

## Życiorys
Pracował jako urzędnik w hucie w Kuźnicach u Homolacsów od 1856 lub 1857 r., potem jeszcze po powstaniu styczniowym, w którym krótko brał udział. W wypadku przestał widzieć na jedno oko. W latach 1864–1870 pełnił funkcje praktykanta leśnego, adiunkta i leśniczego w Dolinie Kościeliskiej, następnie pracował na Węgrzech jako podleśniczy Komposesoratu Orawskiego w Orawicach i Zubercu (do 1910 r.).
Kocyan był bardzo dobrym preparatorem okazów zoologicznym. Ornitologią zainteresował się od 1861 r., kiedy poznał zoologa Ernsta Schauera. W 1867 r. został członkiem-współpracownikiem Komisji Fizjograficznej Towarzystwa Naukowego Krakowskiego, należał też do Geologische Reichsanstalt i Ornitologischer Verein w Wiedniu. Badał również ssaki, najważniejsze jego prace traktują jednak o ptakach w Tatrach. W latach 1867–1893 opublikował wiele prac po polsku, niemiecku i węgiersku, mówił także po słowacku i gwarą podhalańską.
Okazy fauny Tatr spreparowane przez Kocyana znajdują się dziś w wielu muzeach – najwięcej w Muzeum Tatrzańskim w Zakopanem, Muzeum Orawskim w Zamku Orawskim i Muzeum Karpackim w Popradzie, ale także w Krakowie, Lwowie, Warszawie, Wiedniu, Budapeszcie, Berlinie czy Londynie.
Miał z drugiego małżeństwa dwie córki oraz syna, słowackiego nauczyciela, ornitologa i działacza turystycznego Antona Kociana.